# CMC-érték
A kolloidkémiában és a határfelületek kémiájában a CMC-érték (kritikus micellakoncentráció) a felületaktív anyagok azon koncentrációja, amely felett micellák keletkeznek, és így a további felületaktív anyag hozzáadásával további micellák képződnek.